# Omega Peak, Antarktis
Omega Peak är en bergstopp i Antarktis. Den ligger i Östantarktis. Nya Zeeland gör anspråk på området. Toppen på Omega Peak är 2 600 meter över havet, eller 189 meter över den omgivande terrängen. Bredden vid basen är 1,0 km.
Terrängen runt Omega Peak är huvudsakligen kuperad. Trakten är obefolkad. Det finns inga samhällen i närheten. 